# Paradactylodon gorganensis
Paradactylodon gorganensis é uma espécie de anfíbio caudado pertencente à família Hynobiidae. Endêmica do Irã.